# Hôtel de la Raymondie
L'hôtel de la Raymondie, aussi appelé palais de la Raymondie, est un monument historique situé à Martel dans le Lot (Région Occitanie).

## Historique
La ville de Martel est la ville principale de la Vicomté de Turenne dans le Haut-Quercy. Elle a été dotée de coutumes en 1219 et elle est gouvernée par des consuls à partir de 1235. 
L'hôtel de la Raymondie a été édifié à partir de 1280 à l'initiative de Bernard Raymond ou Raymundi, receveur général des tailles du roi de France dans le Poitou, le Limousin et la Gascogne, dont certains auteurs ont prétendu qu'il était un fils du vicomte Raymond VI de Turenne, en fait un membre de la famille Raymond, bourgeois de Martel. Il s'était enrichi en détournant 45 000 livres de la taille qu'il percevait au nom du roi. 
Sa fille Louise s'est mariée avec Pierre Stephani ou Estève, seigneur de Bétaille et pour partie de Gigouzac. 
L'édifice a été achevé vers 1330 par Pierre Stephani, et connu alors sous le nom d'Hospicium de la Ramundia. Celui-ci a construit le beffroi, l'aile nord et terminé la façade Est,. 
L'hôtel de la Raymondie avait été construit pour permettre de louer le rez-de-chaussée pour le commerce, au droit des arcades. La guerre de Cent Ans va transformer l'hôtel de la Raymondie à la demande des consuls de la ville qui veulent en faire un lieu de résidence pour les habitants des barris qui ont dû abandonner leurs maisons et le mettre en défense en 1349. On ferme alors les arcades du rez-de-chaussée. Cette modification de l'hôtel va entraîner la protestation des Stephani qui n'ont pas obtenu gain de cause car ils ne résidaient pas dans l'hôtel. Ils n'ont pu récupérer leur hôtel qu'après la fin de la guerre et ont dû rebâtir la partie Est de l'hôtel qui était en ruines à partir de 1440. Le rez-de-chaussée est remis en location pour du commerce. 
Dans les années 1470, la Raymondie est passée à la famille Rollat par le mariage de Louis Rollat et Françoise de Valon. En 1531, l'hôtel de la Raymondie a été divisé en plusieurs lots qui ont été vendus à des bourgeois de la ville de Martel, les del Verger, puis les Limars et les Salvat. Un escalier à vis est construit en 1546 dans la partie Est.
L'hôtel de la Raymondie devient le logis des lieutenants généraux de la Sénéchaussée de Turenne, des Linars, et de la famille de La Serre, puis l'hôtel est acheté vers 1689 par Élie Arliguie, lieutenant général de la Sénéchaussée de Martel, puis des Pascal par mariage. En 1789, l'hôtel de la Raymondie s'appelle Maison Pascal, du nom de Jean-Pierre de Pascal, bailli de Creysse.
À la Révolution Jean-Pierre de Pascal propose à la municipalité de lui vendre les ailes nord, est et sud de sa maison en gardant pour lui l’aile ouest pour un prix de 16 665 livres. Mais le sieur Pascal vend rapidement à François Delol, négociant, et Antoine Blondeau, notaire, avant d'émigrer. Cette vente précipitée a laissé soupçonner qu'elle n'a été faite que pour éviter une saisie comme bien d'émigré, d'autant qu'aucun acte de vente n'a été retrouvé. La municipalité s'est installée dans l'aile Est comme locataire, mais les sieurs Delol et Blondeau qui occupent l'aile ouest se plaignent de ne pas être payés. 
La préfecture a autorisé, le 26 janvier 1808, la municipalité à acquérir les trois ailes de l’Hôtel de la Raymondie, qui avaient été proposées à la vente par le sieur Pascal. Une fois cette partie de l'hôtel achetée, sa restauration a commencé en 1820 mais la municipalité a reculé devant le montant des devis. 
La municipalité a recherché des solutions pour valoriser le bâtiment. La Justice de paix été installée à l'étage dans l'aile nord, tandis que le rez-de-chaussée est loué au sieur Castan, teinturier. Les boutiques du rez-de-chaussée de l'aile sud sont louées. La municipalité ne consacre qu'une centaine de francs à l'entretien des locaux jusqu'à l'effondrement du plafond de la Justice de paix en 1858 et 1871. L'aile ouest a été vendue au sieur Merlange, liquoriste, et au sieur Darnis, pharmacien. En 1903, on installe une école de filles dans l'aile est. 
En 1906 une partie du bâtiment est classé. En 1909, on commence à restaurer le toit pour 7 497 F dont 1 497 F pour la municipalité. En 1914, le clocheton du beffroi doit être étayer. À partir de 1926, sous les municipalités d'Armand Bouet puis d'Henri Ramet, vont commencer des rachats des parties privatives, jusqu'en 1958. Les locataires des boutiques du rez-de-chaussée sont expulsés. Une première campagne de restauration est entreprise entre 1928 à 1948. Les restaurations reprennent en 1958. Les arcades de l'aile ouest et sud sont reprises entre 1961 et 1967. L'intérieur de l'aile sud est restaurée en 1976. Les fenêtres à meneaux ont été recrées en 2012
L'hôtel de Ville (ancien hôtel de la Raymondie) a été classé au titre des monuments historiques le 16 octobre 1906, les façades sur rue et sur cour de la partie de l'ancien hôtel de la Raymondie donnant sur la rue de Senlis ont été classées le 21 octobre 1926, et les parties de l'ancien hôtel située sur la place du Marché et sur la rue Tournemire ont été inscrites le 9 décembre 1926.

## Description
Extérieurement, cet hôtel urbain a un plan de pentagone irrégulier mesurant hors œuvre 26,50 m sur 24 m. Il se compose de quatre ailes disposées autour d'une vaste cour de 16,30 m de longueur sur 14 m de largeur, à laquelle on accède par un porche surmonté d'une tour transformée tardivement en beffroi. 
Ce bâtiment présente trois niveaux d'élévation avec de petites échauguettes aux angles des façades sud et est. Il avait différents rôles : résidence à l'étage, arcades au rez-de-chaussée destinées au commerce, salle de réception pour les manifestations publiques. 

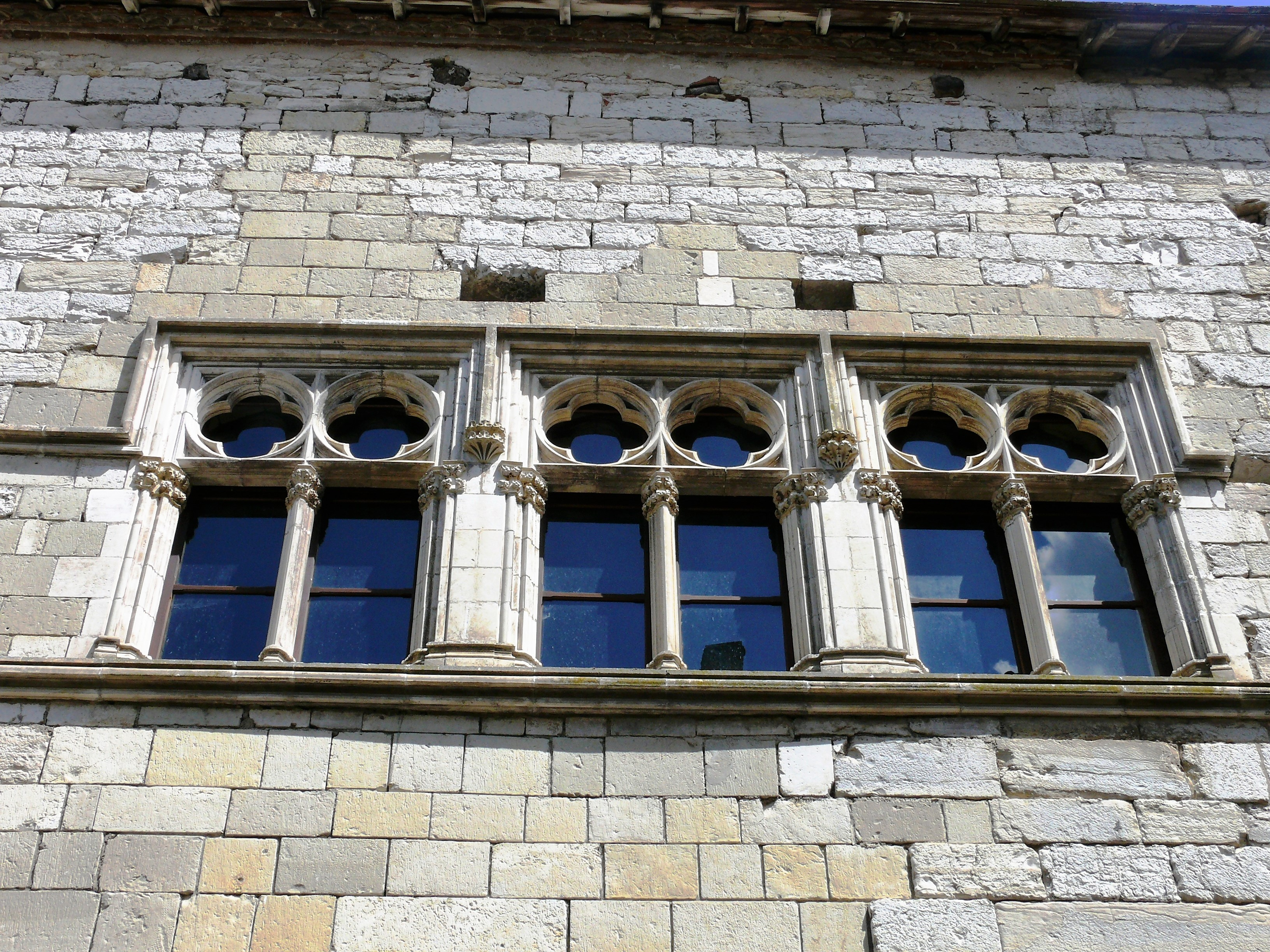
Fenêtres du XIVe siècle.

Il y avait 11 arcades sur la façade sud et 7 sur la façade ouest. La présence de consoles et de trous laissent à penser qu'il était prévu à l'origine un auvent continu de ces arcades pour les protéger de la pluie. Un trou au-dessus de chacune de ces arcades était prévu pour apporter un supplément d'éclairage à l'intérieur du rez-de-chaussée du bâtiment. Les façades sud et ouest étaient ouvertes à l'étage par une suite de belles fenêtres qui ont été partiellement restaurées sur la façade sud, rue de Senlis. La façade sud à conserver deux groupes de trois baies entre lesquels se trouve une baie solitaire. Deux groupes de deux baies côté ouest ont disparu. L'examen du parement intérieur de la façade de l'aile ouest, côté sud montre qu'il y avait un groupe de trois baies qui a disparu lorsque de nouvelles ouvertures ont été faites sur cette façade. Les façades des extérieures des ailes nord et est sont beaucoup sobres.
La cour porte les traces des nombreux changements qu'a subi l'édifice depuis sa construction. Un escalier à vis a été construit à l'angle nord-est. Il a probablement pris la place de l'escalier médiéval. Les faces sud, nord et ouest portent les traces d'un système de distribution assuré par une galerie en bois accolée au mur de l'aile ouest et se prolongeant contre les murs des ailes sud et nord. Le rez-de-chaussée de l'aile sud montre des vestiges de grands arcs brisés. On peut en déduire que le rez-de-chaussée de l'aile sud était une vaste salle qui devait être divisée en boutiques grâce à des cloisons légères. Les salles du premier étage étaient accessibles par trois portes permettant la communication entre la galerie extérieure, dans la cour, et les ailes sud, ouest et nord. Cette galerie ayant disparu, la circulation à l'intérieur du bâtiment ainsi que les ouvertures ont été modifiées par rapport à ce qu'elles étaient à la construction de l'édifice.
À la Révolution, il devient hôtel de ville, puis se voit aliéner par le développement de nombreux commerces en rez-de-chaussée, de logements dans les étages et le manque d'entretien. 
Il faudra attendre les années 1970 pour que l'ensemble retourne dans le domaine public. À noter : la façade sud avec son enfilade d'arcades Renaissance rénovée dans les années 1970 ; fenêtres à meneaux et médaillons, échauguettes, cheminées et bas-relief Renaissance. Au 1er étage du palais de la Raymondie, on trouve le musée d'Uxellodunum qui renferme des collections d'objets protohistoriques et gallo-romains provenant des fouilles du Puy-d'Issolud. Intéressantes collections de pots à pharmacie (XVIIe et XVIIIe siècles) et séries de cartes anciennes.

## Décor
- Deux cheminées du XVIIe siècle, classées au titre immeuble en 1906[8].
- Peinture monumentale du XVIe siècle découverte au moment de la dépose d'une cheminée[9].

## Mobilier
- Crucifixion provenant de l'ancienne salle de Justice, classée au titre d'objet en 1904[10].
- Tableau Les oliviers à Sfax, d'Henri Rousseau, 1902[11].
- Table du conseil municipal.